# 蕭佛助
蕭佛助（1900年—1984年7月3日），臺灣建築師，出生於臺灣日治時期的臺灣澎湖廳鼎灣澚港底鄉（今澎湖縣湖西鄉成功村）。

## 生平
20歲時到臺灣本島發展。在1936年的《大日本職業別明細圖——高雄、楠梓庄》中，他是「請負業」（即建築營造業）中唯一的臺籍業者。日治時期蕭佛助參與了不少高雄的都市建設，而在二次大戰之後的民國時期，他所成立的「富華營造廠」也是高雄市第一個取得甲級的營造廠，積極參與高雄市在戰後的重建。
而除了建築業之外，蕭佛助也曾短暫經營過自己所建造的大舞臺戲院與華僑大戲院，同時也是「高雄市電影戲劇商業同業公會」的發起人。

## 代表作品
- 中都戲院（1966年，已拆除）[2][3]
- 鹽埕區建國市場[4]
- 大舞台戲院（1947年，已拆除）
- 東南戲院/華僑大戲院（1957年，已拆除）
- 亞洲戲院（1960年，已拆除）
- 西北戲院（已拆除）
- 興德戲院（已拆除）
- 七賢三路自宅與百成書店（疑似已改建）
- 高雄車站前中山路街屋（1955年，有增建物）

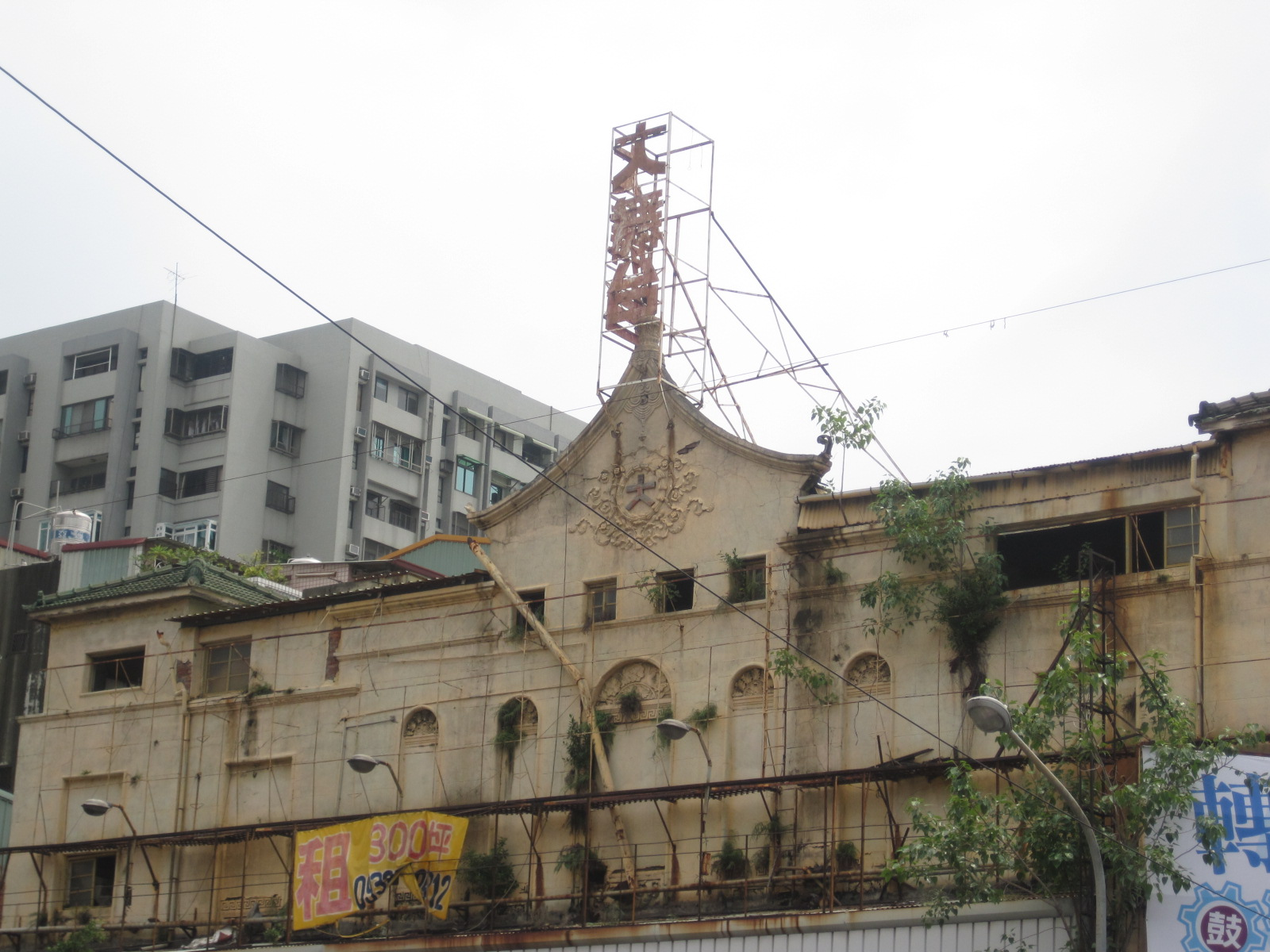
大舞台戲院
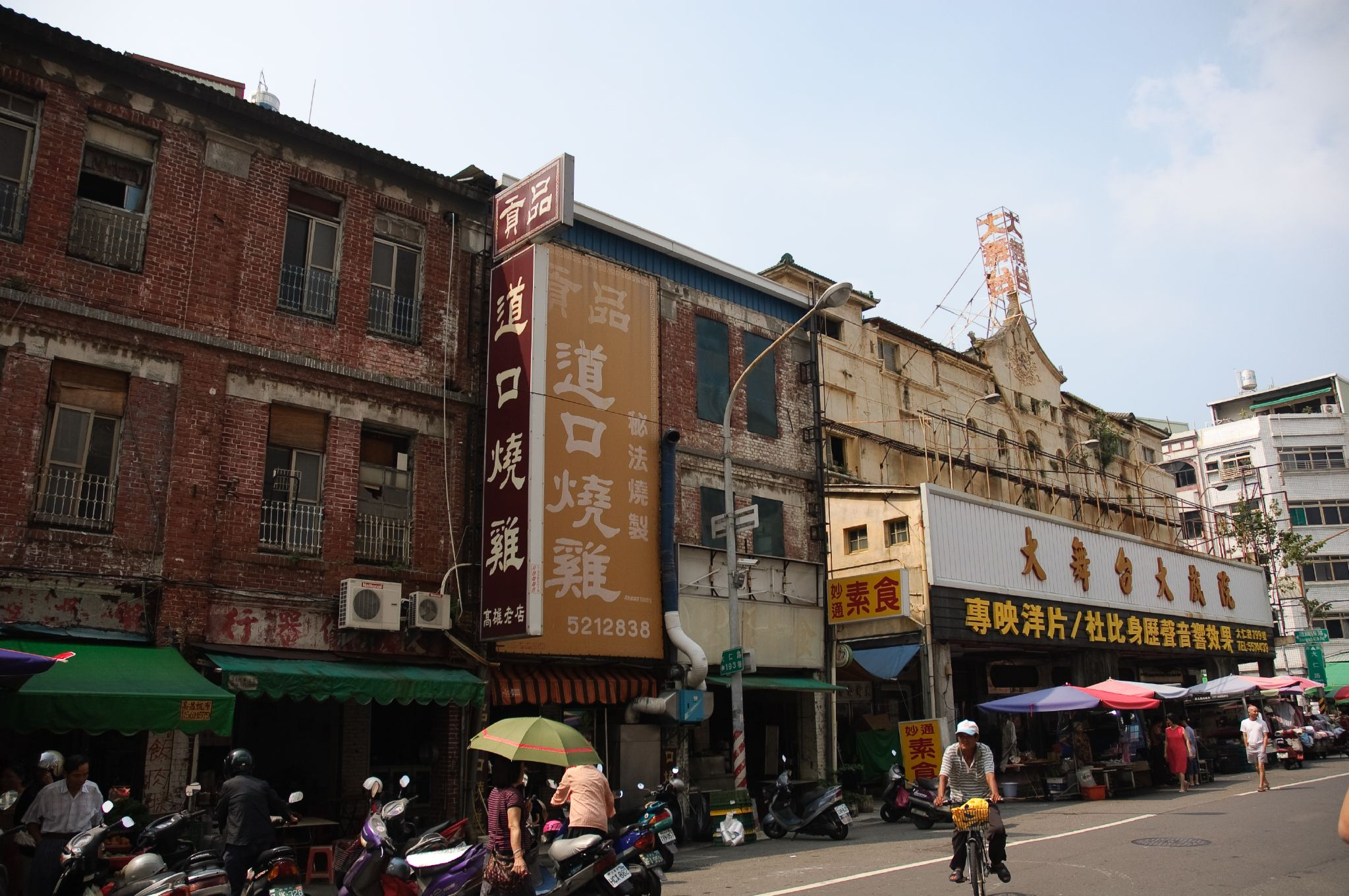
大舞台戲院
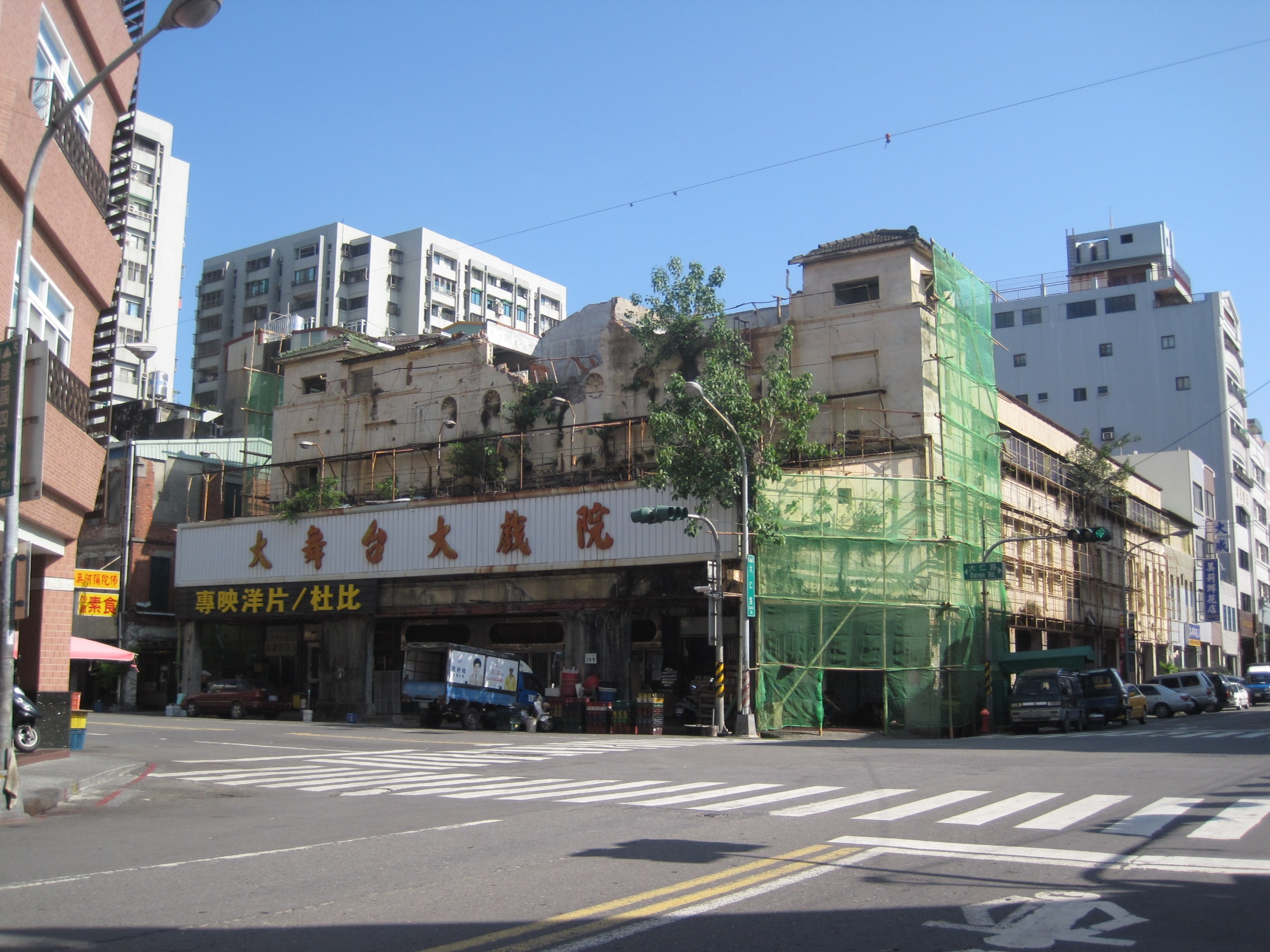
山牆被毀的大舞台戲院